# Cycas chamaoensis
Cycas chamaoensis é uma espécie de cicadófita do género Cycas da família Cycadaceae, nativa do sul da Tailândia. Segundo dados de 2010, a população tende a descrescer.